# Monster Curves 33
Monster Curves 33 è un film pornografico statunitense del 2016 diretto dalla Manwin Content.

## Riconoscimenti
- AVN Awards
  - Candidatura a Best Big Butt Movie[2]